# Krzywki (Kaplonosy)
Krzywki – część wsi Kaplonosy położona w Polsce, w województwie lubelskim, w powiecie włodawskim, w gminie Wyryki.
W latach 1975–1998 Krzywki administracyjnie należały do województwa chełmskiego.